# Дејан Марјановић Шабан
Дејан Марјановић Шабан је био српски криминалац из деведесетих познат у тадашњим медијима као „Краљ Звездаре”.

## Биографија
Његов отац је чувени архитекта Милутин Марјановић, главни пројектант радова на куполи Храма Светог Саве у Београду. Дејан је завршио Грађевинску школу. Био је у вези са манекенком Јелицом Матић Синди. Његова најбоља другарица била је певачица Мира Шкорић, а представљан је у јавности не као криминалац, већ као млади бизнисмен са много бутика и локала у Београду. Убијен је два сата након што је у последњем интервјуу поменуо певачицу Цецу са којом су га таблоиди често повезивали јер је једном усликан у њеном друштву. Дејана је убио његов малолетни кум Александар Пауновић, звани Мали Паун, 18. октобра 1994. године. Дејан је имао 23 године када је убијен. Новинар Марко Лопушина, који је истраживао криминал деведесетих, пише да се за његово убиство веровало у подземљу да је наручено, мада се прво мислило да га је Паун убио како би се доказао другим жестоким момцима. Пауновић је тврдио да га је Дејан малтретирао и терао да дилује дрогу. Осуђен је на шест година малолетничког затвора,али је пресуда укинута након 2 године, на поновљеном суђењу осуђен је на четири године затвора, али није одслужио јер је и сам убијен. Убила га је 1999. године, тадашња девојка Јасмина Антонијевић Дени, у медијима касније прозвана Црна Јасмина, која је тврдила да је дечко малтретирао и тукао. Она је касније убила још једног партнера.